# Гороховский, Леон Теодорович
Лео́н Теодо́рович (Левко́ Фёдорович) Горо́ховский (укр. Леон Теодорович (Левко Фёдорович) Горохівський; род. 15 февраля 1943, село Носов, Подгаецкий район, Тернопольская область, Украинская ССР — 1 ноября 2010, Киев, Украина) — украинский государственный деятель, диссидент, националист, депутат Верховной рады Украины I (1990—1994) и II созыва (1994—1998).

## Биография
Родился 15 февраля 1943 года в селе Носов Подгаецкого района Тернопольской области в крестьянской семье. Отец — Фёдор Григорьевич Гороховский (1912—1978), мать — Мария Павловна Гороховская (1914—1959).
После окончания средней школы в селе Саранчуки поступил в 1959 году на инженерно-строительный факультет Львовского политехнического института по специальности «инженер-механик» в 1965 году.
После окончания института работал инженером-строителем ремонтно-строительного треста в городе Ровно, затем был инженером-конструктором, руководителем архитектурно-строительной группы проектного института (г. Тернополь).
Занимался распространением книги Ивана Дзюбы «Интернационализм или русификация?», 4 сентября 1969 года Тернопольским областным судом был приговорён к 4 годам лишения по ст. 62 УК УССР «Антисоветская агитация и пропаганда». Наказание отбывал в колонии в посёлке Озёрный Зубово-Полянского района Мордовской АССР.
После выхода из колонии с 1974 года работал инженером-проектантом проектного института в Тернополе, с 1986 года работал на Тернопольском комбайновом заводе.
После начала перестройки активно включился в политическую деятельность. С 1988 года был членом Украинской Хельсинкской группы, с 1989 года являлся главой её тернопольского областного отделения. В 1989 году основал газету «Тернистий шлях», ставшую печатным органом УХС, с 1989 по 1989 год был сопредседателем тернопольской организации Народного руха Украины.
В 1990 году в ходе первых альтернативных парламентских выборов в Украинской ССР был выдвинут кандидатом в народные депутаты, 4 марта 1990 года во втором туре был избран народным депутатом Верховного совета Украинской ССР XII созыва (в дальнейшем — Верховной рады Украины I созыва) от Бережанского избирательного округа № 356 Тернопольской области, набрал 70,85 % голосов среди 5 кандидатов. В парламенте входил в депутатскую группу «Народная рада» и фракции Конгресса национально-демократических сил, был членом комиссии по вопросам государственного суверенитета, межреспубликанских и межнациональных отношений. Депутатские полномочия истекли 10 мая 1994 года.
На парламентских выборах 1994 года был избран депутатом Верховной рады Украины II созыва от Бережанского избирательного округа № 358 Тернопольской области, набрал 69,36 % голосов среди 12 кандидатов. В парламенте входил в депутатские группы «Конституционный центр» и «Державность», во фракцию Народного руха Украины, был членом комиссии по вопросам ядерной политики и ядерной безопасности. Депутатские полномочия истекли 12 мая 1998 года.
С 1990 по 1997 год и с 1999 года был членом Украинской республиканской партии (УРП), с 1990 по 1992 год и с 1999 по 2000 год был главой Тернопольской областной организации УРП, с 1992 по 1995 — заместителем главы УРП, с 1990 по 1996 год — членом Провода УРП. С 1997 по 1999 год был членом Республиканской христианской партии (РХП), был главой Тернопольской областной организации партии, членом Центрального провода РХП, затем вернулся в УРП, где с 1999 по 2000 год был заместителем главы, с 1999 года был также членом Центрального провода УРП. С 1998 по 2000 год был главой Тернопольского землячества в Киеве, с 2000 по 2002 год был членом рады землячества, в 1998 году основал газету землячества «Бюллетень Тернополя» (укр. Бюлетень Тернопілля).
Был женат с 1979 года, от брака имел дочь Соломию (1982 г.р). Был награждён орденом «За заслуги» III степени (1998) и II степени (2009), был почётным профессором Тернопольского национального технического университета имени Ивана Пулюя (1997).
Умер 1 ноября 2010 года в Киеве. Похоронен на Аскольдовой могиле.